# Solfuro di allile
Il solfuro di allile è un tioetere che si ritrova nell'aroma  di alcune piante del genere Allium (aglio, cipolla, porro, erba cipollina e scalogno), genere che dà il nome alla seconda parte del nome dell'aroma (allile). Possiede formula molecolare C6H10S ed è un liquido infiammabile dalla caratteristica puzza di aglio. 	
Il disolfuro di diallile, il trisolfuro di diallile, il tetrasolfuro di diallile, alliina e allicina sono altri composti che rientrano nella composizione delle sostanze che danno il forte e penetrante aroma alle bulbose precedentemente citate.
Derivati naturali da ossidazione e trasformazione enzimatica di questi composti possiedono potere battericida. L'uso dell'aglio e della cipolla è ritenuto da alcuni utile contro certe forme d'influenza, faringite, faringo-tracheite, laringo-tracheite ed afonia da malattie da raffreddamento.
L'aroma produce composti acidi solforati che sono la causa della lacrimazione dopo lo sbucciamento delle cipolle.
Ingerito tramite il consumo di alimenti quali aglio o cipolle, i solfuri di allile vengono lentamente eliminati dall'organismo attraverso l'espirazione, sotto forma di allil- e metil- mercaptani, da cui il caratteristico alito pesante, la diuresi e la sudorazione.